# Borolia nigrisparsa
Borolia nigrisparsa är en fjärilsart som beskrevs av George Francis Hampson 1902. Borolia nigrisparsa ingår i släktet Borolia och familjen nattflyn. Inga underarter finns listade i Catalogue of Life.